# Kingsway
El Kingsway (también conocido como Kingsway Club, y Bliss)  era un club nocturno y casino construido en 1931 en el extremo sur del Paseo Marítimo de la localidad costera de Southport, Merseyside, Inglaterra, Reino Unido. 

## Historia
En la década de 1960 recibió a muchas celebridades bien conocidas, como Los Beatles, Tom Jones o Engelbert Humperdinck. También fue muy popular durante la era de 1980 con el punk, siendo la era de 1990 con la danza. 
La discoteca y el bar cerraron en 2004 y fueron reabiertos por un corto tiempo durante el año 2006 antes de cerrar sus puertas por última vez en 2007. En 2008 se anunciaron los planes para demoler el sitio y construir un hotel de lujo, apartamentos y complejo comercial, ninguna de las cuales llegó a buen término. El 6 de septiembre de 2010, un gran incendio destruyó el edificio abandonado. El edificio fue demolido dos días después.